# Barry Shulman
Barry Shulman (Seattle, 8 maggio 1946) è un giocatore di poker statunitense.
In carriera ha conquistato 2 braccialetti WSOP, il più importante dei quali è quello vinto in occasione del Main Event delle World Series of Poker Europe 2009. All'heads-up finale Shulman ha sconfitto Daniel Negreanu, aggiudicandosi 801.603 sterline.

## Braccialetti delle WSOP
| Anno       | Torneo                                         | Premio    |
| ---------- | ---------------------------------------------- | --------- |
| 2001       | $1 500 Seven Card Stud Hi-Lo Split 8 or Better | $ 123.820 |
| WSOPE 2009 | £10.000 No Limit Hold'em Main Event            | £ 801.603 |